# キンメダイ

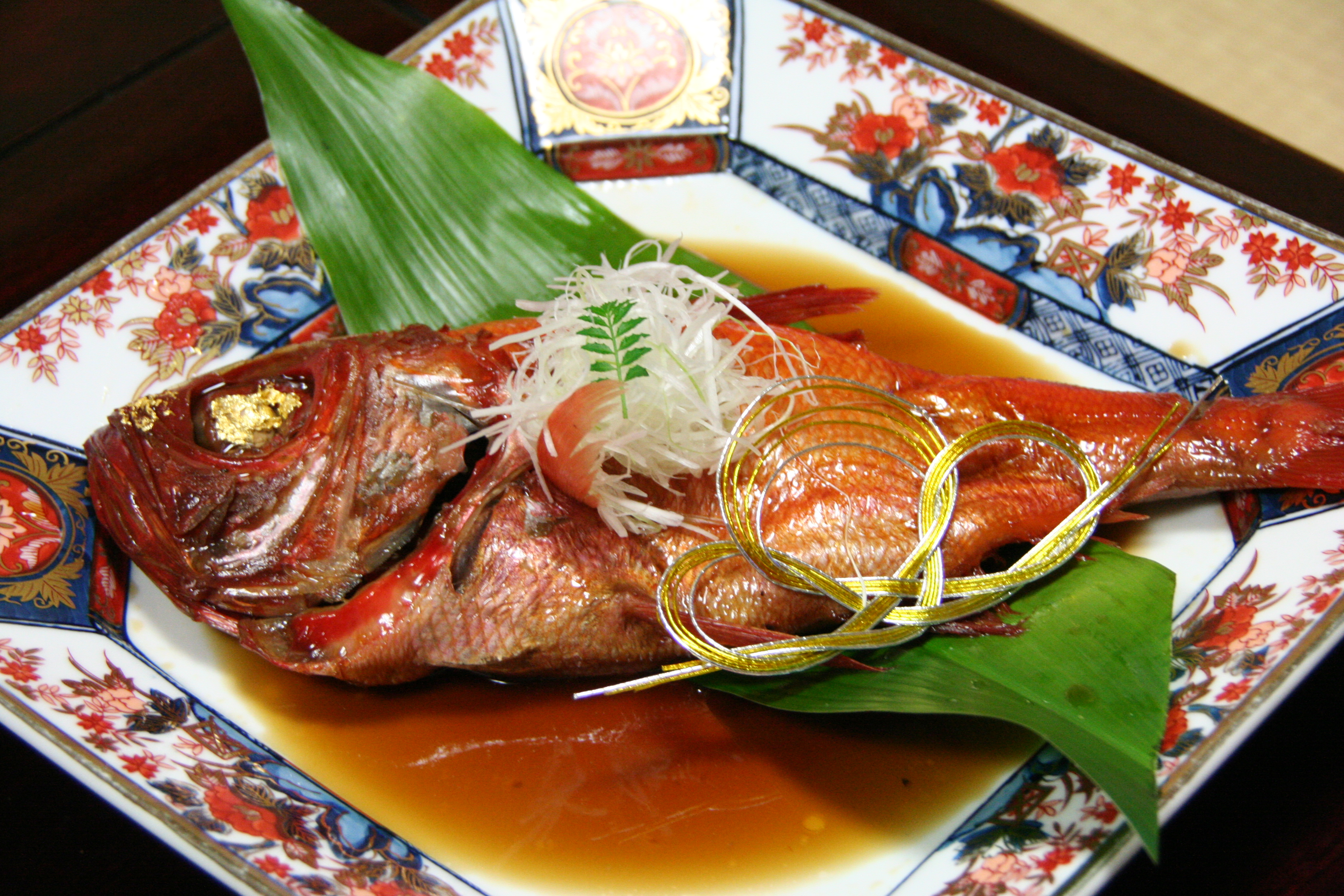
金目鯛の煮付け
目玉に金箔があしらわれている

キンメダイ（金目鯛、Beryx splendens）は、キンメダイ目キンメダイ科に属する深海魚。

## 生態
太平洋、大西洋、インド洋の熱帯域から温帯域にかけて広く分布する。水深200-800メートルに多く生息する。生きている個体の体色は、背側が赤色で、腹側に向かうと銀色になる。死んだ個体は全身が赤くなる。
主に小魚や甲殻類、オキアミなどを捕食する。キンメダイの目は視軸が斜め上方向にあり、高度な遠近調整能力を持つため、光の少ない深海でも視覚に基づいてエサを取ることができる。なお、視覚に頼ってエサを取るため、目の下側にいるエサには反応しない。天敵はサメやイルカなど。
キンメダイの目にはタペータムがあり、光が反射すると金色に光って見える。これが「キンメダイ」の和名の由来とされる。
なお、マダイやクロダイなどのスズキ目スズキ亜目タイ科とは異なる種類である。

## 近似種
キンメダイ属にはキンメダイの他にナンヨウキンメ、フウセンキンメの2種があり、体型や特徴が微妙に異なる。かつては、フウセンキンメを同一種とする考えもあったが、現在では別種として扱われている。

## 利用法
2014年の日本の漁獲量は5,477トンで、生産額は76億円に上る。キンメダイの価格が高値で安定していることから、底魚漁においてキンメダイの重要性は高まっている。一方で、キンメダイが枯渇する懸念から、全国的に様々な資源管理が行われている。日本近海の漁場で釣り上げられるキンメダイは水揚げ量が非常に少なく、高価で取引される。
旬は冬だが、四季を通じてよく脂が乗っている。あらゆる料理に利用でき、煮物にすると特に美味である。身は軟らかく小骨が少ないため、老人や子供にも食べやすい。しかし、旬が冬季であるために荒天の影響を受けやすく漁の安定性が確保できないこと、キンメダイを扱う漁師が減少していることから、価格の高騰と流通量の減少が続いている。キンメダイの産地では、伊豆の「稲取キンメ」、房総半島の「外房つりきんめ鯛」、伊豆諸島の「東京ブランド「きんめだい」」など、ブランド化が積極的に進められている。
調理法は、刺身、煮魚、干物、味噌漬け、粕漬け、酒蒸し、鍋物、ブイヤベース、ムニエルなど。

## 人間との関わり
食料として見た場合、キンメダイの体内に含まれる微量の水銀に注意する必要がある。厚生労働省は、キンメダイを妊婦が摂食量を注意すべき魚介類の一つとして挙げており、2005年11月2日の発表では、1回に食べる量を約80グラムとした場合、キンメダイの摂食は週に1回まで（つまり1週間当たり80グラム程度）を目安としている。